# Amara laevipennis
Amara laevipennis är en skalbaggsart som beskrevs av Kirby. Amara laevipennis ingår i släktet Amara och familjen jordlöpare. Inga underarter finns listade i Catalogue of Life.